# 다니엘 헤르시코비츠

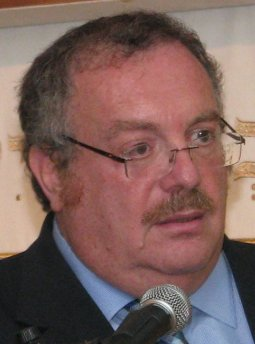
다니엘 헤르시코비츠

다니엘 헤르시코비츠(1953년 1월 2일 하이파 ~ , 히브리어: דניאל הרשקוביץ)은 이스라엘의 정치인, 수학자, 랍비이다. 2009년부터 2013년까지 이스라엘 과학부 장관을 지냈다.